# Sceloporus mucronatus
La lagartija espinosa de grieta, también conocida como chintete, chintete de collar, chintete de grieta meridonial o lagartija escamosa de grieta sureña (Sceloporus mucronatus) es una especie de reptil de la familia Phrynosomatidae en el orden Squamata. La especie es endémica de México. La plataforma Naturalista reporta observaciones para esta especie principalmente en algunas zonas del Eje Neovolcánico y en estados como Querétaro, Hidalgo, Estado de México, Ciudad de México, Puebla y Tlaxcala. Es de hábitat terrestre.
La UICN2019-1 considera a la especie como de preocupación menor. En México esta especie es en ocasiones confundida con Sceloporus torquatus, Sceloporus minor, Sceloporus aureolus y Sceloporus spinosus. 